# Der Geist des Bienenstocks
Der Geist des Bienenstocks ist ein 1973 unter der Regie von Víctor Erice gedrehter spanischer Spielfilm. Der Titel (im Original: El espíritu de la colmena) bezieht sich auf den Essay Das Leben der Bienen des belgischen Schriftstellers Maurice Maeterlinck. Der Film gilt als einer der besten spanischen Filme aller Zeiten. Uraufgeführt wurde er am 18. September 1973 auf dem Internationalen Filmfestival von San Sebastián. Ab 8. Oktober des gleichen Jahres kam er in die Kinos. 2004, fand in vielen spanischen Sälen eine Wiederaufführung statt.

## Synopsis
Spanien, um 1940 im kastilischen Hochland. Ein alter Lastwagen rollt über holprige Dorfstraßen in den Ort Hoyuelos und wird frenetisch von einer Kinderschar begrüßt. Wie sich herausstellt, bringen die Insassen des Fahrzeugs eine Leinwand, ein Projektionsgerät und Filmrollen. Am gleichen Nachmittag findet im Gemeindesaal des Rathauses eine Filmvorführung statt: Frankenstein, der Klassiker von 1931 mit Boris Karloff in der Rolle des Monsters.
Unter den Zuschauern befinden sich die Geschwister Ana und Isabel, zwei Schulmädchen. Ana, die jüngere von beiden, ist von der Geschichte am meisten eingenommen. Besonders das Monster beschäftigt sie sehr, und die Frage nach dem Warum seines Todes und des von ihm zuvor begangenen Kindsmordes lässt sie in der Folgezeit nicht mehr los.
Eines Tages entdeckt Ana einen fremden, offenbar auf der Flucht befindlichen Mann in einem verlassenen Gebäude auf freiem Feld. Das Mädchen kümmert sich rührend um ihn. Als sie ihm einen Mantel ihres Vaters bringt, eines in sich gekehrten Intellektuellen und Bienenzüchters, entdeckt der geheimnisvolle Fremde darin eine Taschenuhr. Noch ahnt Ana nichts von den weitreichenden Folgen ihrer Zuwendung …

## Casting und Produktion
Mit Der Geist des Bienenstocks handelt es sich um den ersten abendfüllenden Spielfilm des Regisseurs, der bis dato eine Reihe von Kurzfilmen gedreht sowie an einem Episodenfilm – Tödliche Eifersucht (Los desafíos, 1969) – mitgewirkt hatte. Darüber hinaus war er als Autor der Kinozeitschrift Nuestro Cine in Erscheinung getreten. An Tödliche Eifersucht waren außer Erice die Regisseure Claudio Guerín und José Luis Egea beteiligt. Im Anschluss an ihr Praktikum an der Escuela Oficial de Cine wurden sie für diese Arbeit vom Produzenten Elías Querejeta ausgewählt, der vier Jahre später, und zwar auf eigene Initiative, Erices Spielfilmdebüt produzieren sollte.
Der Koautor des Drehbuchs, Ángel Fernández-Santos, war als früherer Chefredakteur bei Nuestro Cine ein weiterer Weggefährte Erices. Der Kameramann Luis Cuadrado sowie der Komponist Luis de Pablo waren hingegen angestammte Mitarbeiter bei Querejetas Produktionsfirma und hatten zuvor unter anderem an Anna und die Wölfe (Ana y los lobos, 1972, R. Carlos Saura) mitgewirkt.
Als einziger Darsteller stand von vorneherein Fernando Fernán Gómez in der Rolle des Familienvaters fest. Die Mutter sollte auf Erices Wunsch zunächst von Margarita Lozano gespielt werden, ehe die Rolle an Teresa Gimpera vergeben wurde, und die Magd Milagros wurde schließlich von Kety de la Cámara, statt wie ursprünglich vorgesehen von Rafaela Aparicio, verkörpert. Dem Team professioneller Schauspieler wollte der Regisseur eine Reihe von Laiendarstellern gegenüberstellen, und so machte er sich in eigener Person an diversen Schulen in Madrid auf die Suche nach möglichen Kandidaten für die beiden Töchter des Imkers und seiner Frau. Was dabei geschah, wird von Víctor Erice selbst wie folgt geschildert:

«El primer día fui a visitar un colegio mixto que estaba no lejos de mi casa. Había hablado ya con la Dirección y llegué directamente a la hora del recreo. Niños y niñas estaban jugando. Ninguno sabía qué es lo que yo pintaba allí. Y sucedió una cosa: la primera niña en la que reparé, la primera que atrajo mi curiosidad, fue Ana Torrent. […] Al mediodía volví a la productora y dije en voz alta: ‘Ya tengo a la niña de la película, a la protagonista’. Todo el mundo pensó que bromeaba.»

„Am ersten Tag begab ich mich in eine gemischte [Jungen- und Mädchen-]Schule, nicht weit von mir zuhause entfernt. Ich hatte zuvor bereits mit der Schulleitung gesprochen und kam genau zur Pause. Jungen und Mädchen spielten. Niemand von ihnen wusste, wozu ich hier aufgekreuzt war. Und dann passierte es: Das erste Mädchen, auf das ich aufmerksam wurde, die Erste, die meine Neugierde auf sich zog, war Ana Torrent. […] Mittags kam ich ins Studio zurück und sagte laut: „Ich habe schon das Mädchen für den Film, die Hauptdarstellerin“. Alle glaubten, ich mache Witze.“

Eine Drehgenehmigung erhielt man in verhältnismäßig kurzer Frist, und so konnte am 12. Februar 1973 mit den Dreharbeiten begonnen werden. Knapp fünf Wochen später, am 22. März, waren sie beendet. (Mit ein Grund für den schnellen Abschluss mag die Tatsache gewesen sein, dass sowohl Fernando Fernán Gómez als auch Teresa Gimpera lediglich eine Woche lang für den Dreh zur Verfügung standen, anstatt der ursprünglich vorgesehenen sechzehn bzw. zehn Tage.) Hauptdrehort war das Dorf Hoyuelos in der Provinz Segovia (Kastilien und León); für die Innenaufnahmen diente der dortige Renaissancepalast, welcher zum Besitz der Marquise von Lozoya gehörte. Einzig die Aufnahmen des Bahnhofs entstanden in Parla (Madrid) und diejenigen der Imkerei in Cijara (Extremadura).

## Analyse

### Die Figuren
Eine der Besonderheiten des Films besteht darin, dass die agierenden Figuren insofern rätselhaft bleiben, als der Zuschauer nichts Näheres über ihre Herkunft, Vergangenheit oder sonstigen Lebensumstände erfährt. Rückschlüsse lassen sich allenfalls aus Andeutungen ziehen, werden aber in keinem Moment bestätigt. So drängt sich etwa von Anfang an der Verdacht einer außerehelichen Beziehung Teresas auf, mutmaßlich mit dem Empfänger des Briefes, den sie am Bahnhof in den Postwagen einwirft und wovon wir während des Schreibens einige Zeilen in Teresas eigener Stimme aus dem Off gehört haben. Um wen genau es sich bei dem Adressaten handelt, bleibt jedoch ungewiss; Virginia Higginbotham, Professorin für Spanisch an der University of Texas, sieht vage die Möglichkeit in den Raum gestellt, es könnte der später aus einem anderen Zug springende Flüchtling sein: „Verwirrender als Anas Verschwinden ist die Aufnahme eines Lagerfeuers, welche in die des Kaminfeuers in Teresas Zimmer übergeht. Suggeriert diese Szene etwa, dass der verwundete Soldat Teresas Briefkorrespondent sei und sie ihren Brief aus Angst vor einer möglichen Entdeckung vernichtet?“
Erice selbst hebt den anonymen Briefempfänger als „das Rätsel des Films“ hervor. Die Struktur des Drehbuchs definiert er als „lyrisch“, und spätestens hiermit wird nachvollziehbar, dass auch die Eltern der Mädchen nicht als Personagen im traditionellen Erzählstil angelegt, sondern von „primordialen“ Bildern her konzipiert sind: „ein abgewandter Mann, der von einem Balkon aus in die Dämmerung schaut, [….] eine Frau, die einen Brief schreibt.“ Ambivalent bleibt insbesondere die Figur des Vaters, Fernando: was hat ihn in die Isolation getrieben, unter der er und vor allem seine Frau in dem wie von der Welt abgeschotteten Ort Hoyuelos leiden? Seine mit der Bienenzucht einhergehende intellektuelle Beschäftigung legt eine Art inneres Exil nahe, das ihm aufgrund einer oppositionellen Haltung zum Franco-Regime aufgezwungen worden sein mag. Andererseits wird dies durch ein gemeinsames Foto mit dem Schriftsteller und Philosophen Miguel de Unamuno im Familienalbum relativiert; Unamuno stand anfänglich bekannterweise auf Seite der Putschisten, wenngleich er diese Haltung sehr bald bereute, und tatsächlich deutet nichts darauf hin, dass die bittere Introvertiertheit des Familienvaters nicht ähnliche Gründe haben könnte. Zu Recht fragt sich Fernando Savater hinsichtlich der rigorosen Vernichtung eines Giftpilzes durch Fernando: „Wurde zum Teil nicht auch er zermalmt wie ein verderblicher Pilz? Wieso zeigt er sich nicht solidarischer mit seinem ausgeschlossenen Bruder aus dem Pflanzenreich?“
Der zentrale Charakter des Films, Fernandos und Teresas jüngere Tochter Ana, wird gespielt von der zum damaligen Zeitpunkt sechs Jahre alten Ana Torrent. In kaum einer Rezension bleibt die Überzeugungskraft ihrer Darstellung unerwähnt, die Kritik wie Publikum gleichermaßen in ihren Bann schlug. In Erices eigenen Worten:

«La fuerza de voluntad de Ana Torrent era tan grande que se sabía a la perfección los diálogos escritos, los suyos e incluso los de Isabel Tellería, su hermana en la ficción. Isabel, por el contrario, no era capaz de retener casi ninguno, y con frecuencia había que soplarselos. Por ejemplo, la conversación que ambas mantienen en la cama, después de haber visto la película de Frankenstein, no la rodaron nunca juntas. En la escena, filmada en plano y contraplano, con quien hablan en realidad cada una de ellas es conmigo.»

„Ana Torrents Willenskraft war so stark, dass sie die geschriebenen Dialoge perfekt auswendig konnte, und zwar die eigenen wie auch die von Isabel Tellería, ihrer Schwester in der Fiktion. Isabel war dagegen kaum imstande, auch nur einen im Kopf zu behalten, und oft mussten sie ihr souffliert werden. Das Gespräch, das sie nach der Vorführung des Frankenstein-Films beide vom Bett aus führen, drehten sie in keinem Augenblick gemeinsam. Vielmehr sprechen sie beide in der in Gegeneinstellungen gefilmten Szene mit mir.“

Dass die Vornamen der vier Hauptakteure mit denen ihrer Darsteller identisch sind, ist dem Regisseur zufolge ebenfalls Ana Torrent zuzuschreiben: „Ihre Identifizierung ging so weit, dass sie nicht von mir abließ ehe ich den Namen ihres Charakters änderte, der ja zunächst nicht so heißen sollte wie sie, also Ana. Erst auf ihre Forderung hin beschloss ich, dass auch alle weiteren Charaktere der Geschichte den tatsächlichen Namen des jeweiligen Darstellers oder der Darstellerin tragen sollten.“ Seltener wird das Porträt der älteren Schwester durch Isabel Tellería hervorgehoben. Folgende lobende Erwähnung findet sich immerhin in dem Essay von Virginia Higginbotham: „Isabel Telleria und Teresa Gimpera verleihen den Nebenrollen eine derartige Kraft, dass sie nicht mehr sekundär erscheinen. Isabel, eine weitere Laiendarstellerin, verkörpert die Rolle der diabolisch-vorpubertären älteren Schwester mit Humor und liebenswerter Verschlagenheit.“ Ana und Isabel liegen altersmäßig nicht weit auseinander, aber, wie Roger Ebert feststellt: „Zwischen ihnen liegt diese entscheidende Distanz, aufgrund welcher Ana zur Enträtselung von Geheimnissen auf ihre große Schwester angewiesen ist.“ Isabel nutzt diesen geistigen Vorsprung mitunter aus, um Ana Streiche zu spielen, etwa wenn sie sich tot stellt, um kurz darauf wieder zum Leben zu erwachen und ihre Schwester aus dem Hinterhalt zu erschrecken; genau hierin sieht Savater jedoch eine aktive Beteiligung Isabels an Anas Initiationsprozess: „Die Frage danach, warum das Mädchen [in James Whales Verfilmung von Frankenstein] stirbt, war die erste Frage, die Ana zur Geschichte des Monsters [….] in den Sinn kam. Sie erhält keine andere Antwort als die Darstellung des Todes selbst, den ihre Schwester für sie inszeniert. So muss sie die Angst vor dem Unergründlichen durchstehen, vor dem nicht zu Rechtfertigenden.“

### Kamera und Bildgestaltung
Den von Ana Torrent sowie Isabel Tellería und ihren beiden Schwestern Alicia und María angefertigten Zeichnungen zur Illustrierung des Vorspanns kommt eine Mehrfachfunktion zu: einerseits stimmen sie den Zuschauer auf die Atmosphäre des weitgehend aus kindlicher Perspektive erzählten Films ein und stehen repräsentativ für einige erzählerische Hauptelemente; zum anderen nehmen sie (wenn auch ironisch) die Bedeutung der Malerei für die Bildkomposition und chromatische Ausgestaltung durch den Kameramann Luis Cuadrado vorweg.

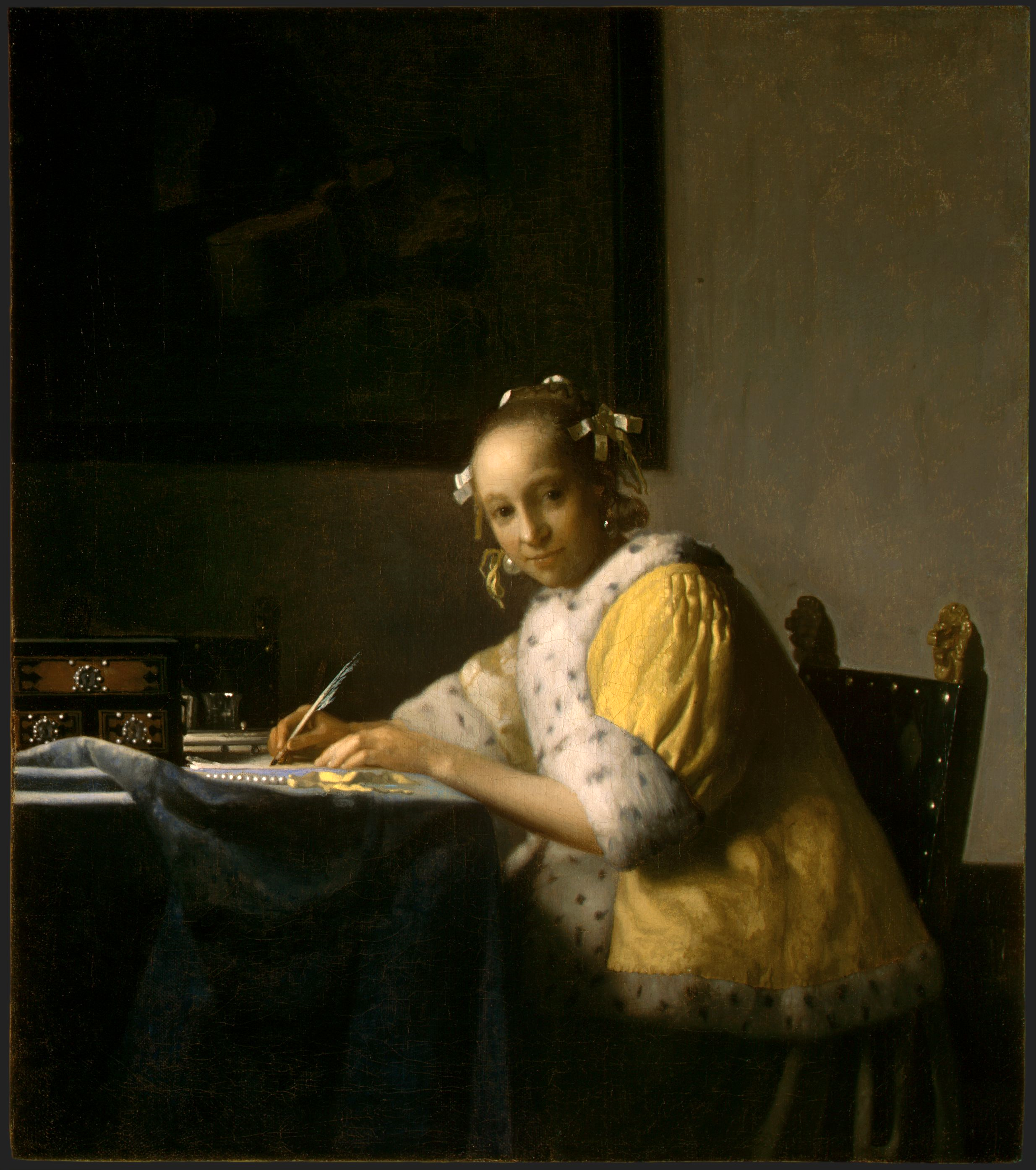
Briefschreiberin in Gelb. Bilder des holländischen Malers Jan Vermeer dienen als visuelle Referenz in Der Geist des Bienenstocks.

Hinsichtlich der Frage, ob die Initiative zu einer an Vermeer orientierten Bildkomposition ursprünglich von Erice oder von Cuadrado ausging, verweist der Fotograf und Kunsthistoriker José Luis Rubio Munt auf einander widersprechende Quellen. An anderer Stelle hebt er hervor, dass Erice ursprünglich geplant hatte den Film in Schwarzweiß zu drehen, und sich erst durch Cuadrado umstimmen ließ; in diesem Zusammenhang schreibt er: „Zudem hatte Cuadrado eine sehr genaue Vorstellung von der durch entsprechendes Licht erzeugten Stimmung und den Farbnuancen. Was ihm beispielsweise bei Vermeer aufgefallen war, war nicht nur die Art der Innenbeleuchtung von den Fenstern her, sondern auch jene grün-gelbliche Tönung, die er im Film umsetzen wollte.“ Ob nun zuerst der Regisseur oder der Kameramann die Idee hatte, sich bildästhetisch an dem holländischen Meister zu orientieren, dürfte vom heutigen Standpunkt aus kaum mehr zu klären sein; kein Zweifel scheint jedoch daran zu bestehen, dass die Entscheidung ausschlaggebend für die von Rubio Munt und Higginbotham als Chiaroscuro definierte Licht- und Farbgestaltung war. (Pena, entgegen der expliziten Ablehnung dieses Begriffs durch Rubio Munt, zieht Tenebrismus als kunsthistorischen Bezug vor.) Fast alle Innenaufnahmen des Wohnhauses ließen sich als Beispiel heranziehen, so etwa die Aufnahme von Teresa beim Schreiben des Briefes mit den wabenförmig gefassten Fenstern im Hintergrund. Deren ursprünglich farblose Scheiben waren durch Cuadrados Vater, seinerseits ein auf Glasmalerei spezialisierter Restaurator, vor dem Dreh eigens gegen honiggelb eingefärbte Scheiben ausgetauscht worden. Der von Pena wie auch von Saborit angedeutete Bezug der Szene zu Vermeers Briefschreiberin in Gelb
 wird spätestens beim Betrachten von Saborits Gegenüberstellung (als Farbdruck) von Standbild und Gemälde nachvollziehbar.

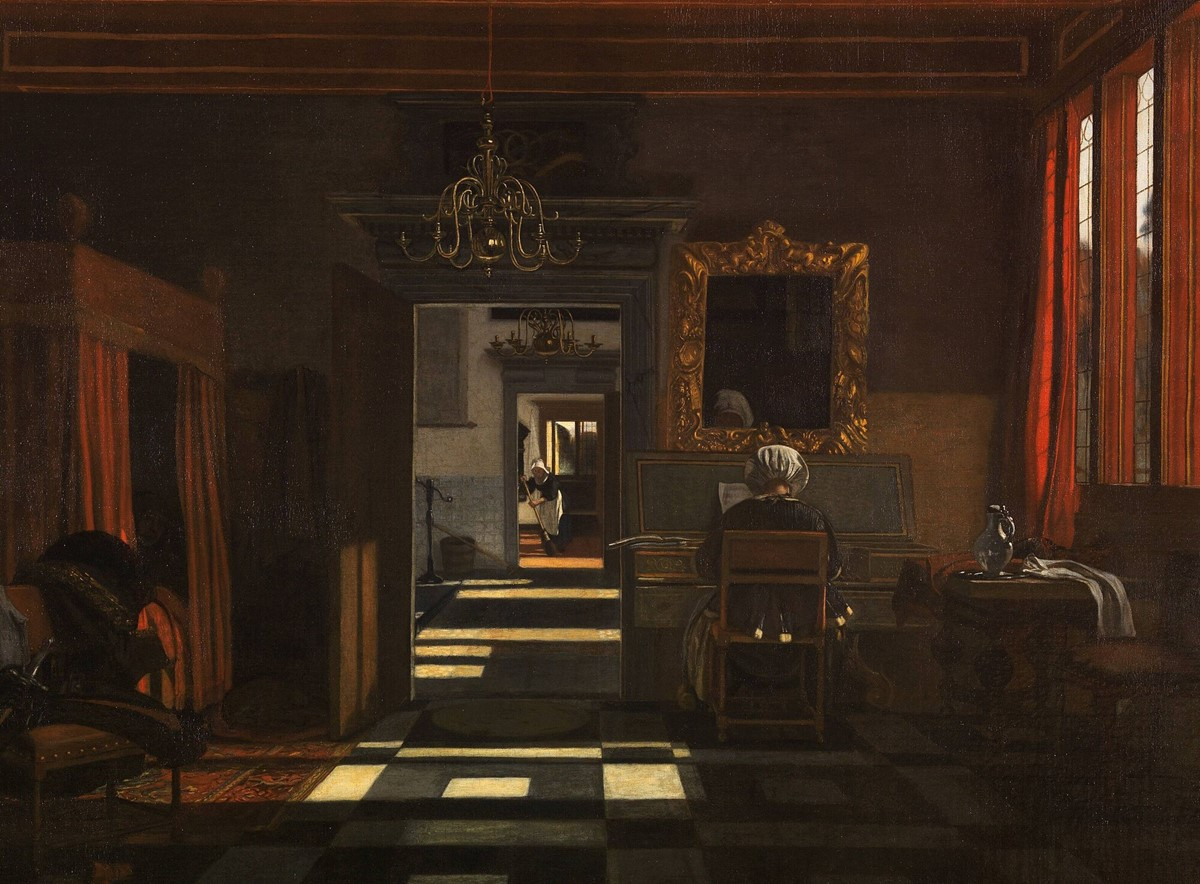
Die Bildkomposition einiger Innenaufnahmen erinnert an Interieur mit Dame am Virginal von Emanuel de Witte.

Weitere Einflüsse aus der Malerei werden Emanuel de Witte und Caspar David Friedrich zugeschrieben. Von jenem gilt Interieur mit Dame am Virginal als Inspiration für die langen, lichtdurchfluteten Türfluchten der miteinander kommunizierenden Räume des Familienanwesens, was wiederum von Saborit durch eine Gegenüberstellung demonstriert wird. Der Einfluss Friedrichs hingegen wird allgemeiner gefasst, nämlich im Hinblick auf die für den Romantiker so charakteristischen Rückenansichten der dargestellten Personen, die dem Bildbetrachter aufgrund des gemeinsamen Blickwinkels eine Identifizierung mit deren Gefühlswelt ermöglichen. Hierzu zieht Saborit ein Standbild heran, auf dem Ana von hinten mit Blick auf einen Feldschuppen zu sehen ist (den gleichen, der dem anonymen Flüchtling als Zufluchtsort dient), und zum Vergleich Friedrichs Gemälde Der Wanderer über dem Nebelmeer. Tatsächlich gewinnt das Standbild seine räumliche Tiefe aus den Ackerfurchen, die auf einen am linken Bildrand liegenden Fluchtpunkt zulaufen, und die leicht nach links gewandte Person auf dem Gemälde suggeriert eine ähnliche Ausrichtung der Perspektive. Higginbotham hingegen bringt die Außenaufnahmen des Feldschuppens mit den surreal verfremdeten Landschaften Salvador Dalís in Zusammenhang und verdeutlicht dies am Beispiel seines Gemäldes Average Pagan Landscape.
Nach offensichtlichen Nachstellungen von Gemälden wird man in Der Geist des Bienenstocks indessen vergeblich suchen. Auch das oben genannte Beispiel Vermeers stellt keine Ausnahme dar. Vielmehr wurde eine Umsetzung altmeisterlicher Maltechniken mit filmischen Mitteln angestrebt, und hierfür wären die Higginbotham zufolge von Cuadrado zur Verwendung gebrachten Gelbfilter alleine vollkommen unzureichend gewesen. Rubio Munt, selbst ein mehrfach ausgezeichneter Fotograf, bietet eine sehr detaillierte Beschreibung der zum Einsatz gekommenen technischen Mittel. Unter anderem erklärt er: „Elektrisches Licht kommt nicht vor. Tagsüber tritt das Licht durch die Außenfenster ein; nachts kommt es von Kerzen und Petroleumlampen. Um diese Atmosphäre wiederzugeben, um sie glaubhaft und wirklichkeitsnah umzusetzen, verwendet Cuadrado eine diffuse, spärliche, gemessene und räumlich begrenzte Beleuchtung.“ Des Weiteren weist er auf den weitgehenden Verzicht von potenten Scheinwerfern hin und resümiert den zum Ausgleich betriebenen Aufwand: „Seine emotive Befähigung, mit knapp bemessenem, natürlichen Licht zu arbeiten, ermöglichte ihm die Kontrolle des bereits vorhandenen Lichts, mehr als künstliche Beleuchtung. In Der Geist des Bienenstocks wandte er dafür hauptsächlich vier Verfahrensweisen an: Dreh bei bewölktem Himmel, Dreh bei Dämmerung, die Verwendung von Diffusoren und die von sanften Reflektoren.“ Eine weitere Herausforderung bestand für den Kameramann darin, dass das Licht der Außenaufnahmen bei direkter Sonneneinstrahlung keinen atmosphärischen Bruch erzeugte. Hierfür verwendete er Überkopfdiffusoren, platzierte die Darsteller im Gegenlicht und kompensierte mittels frontal aufgestellter Reflektoren aus weißer Leinwand. Dafür nahm er bewusst Anschlussfehler in Kauf, was anhand der Szene der Pilzsuche nachvollzogen werden kann: Als Fernando und die beiden Mädchen um einen Pilz herum in die Hocke gehen, kommt es zu einer Reihe von Gegeneinstellungen, bei denen jeder Darsteller im Gegenlicht sitzt, entgegen allen physischen Gegebenheiten. Dies ist nach Ansicht von Rubio Munt jedoch vertretbar, da es im Allgemeinen nur dem professionell geschulten Zuschauer auffalle.

### Film im Film und Horror als Subtext
«Y por fin el monstruo llega, sin disfraz, es decir, con su disfraz más revelador. Hasta aquí, la película de Erice era compatible con el ‘buen gusto’ ilustrado de los expectadores; pero sacar al viejo manido monstruo, acudir a la tumba de Boris Karloff en lugar de limitarse a la pincelada impresionista, es precipitarse sin remedio al mal gusto, enajenarse a los amigos ya predispuestos a favor... ¡Qué importante es que Víctor Erice se haya atrevido a ese detalle de mal gusto! Sin él, quizá toda la película se hubiese desvencijado hacia la estampita ‘progre’. Afortunadamente, Erice es un creador, es decir, se siente tan capaz del buen gusto como del malo. Está dispuesto a confirmar, que no ha tomado el nombre del monstruo en vano.»

„Und schließlich erscheint auch das Monster, unmaskiert, also mit seiner aufschlussreichsten Maske. Bis hierher verlief Erices Film im Einklang mit dem ‚guten Geschmack‘ der gebildeten Zuschauer; aber das abgedroschene alte Monster hervorzuzerren, dieses Stelldichein am Grabe Boris Karloffs statt eines diskreten, impressionistischen Pinseltupfers, ist eine hoffnungslose Geschmacksverirrung mit der man bereits gewonnene Freunde verprellt... Und wie wichtig es doch ist, dass Víctor Erice diese Geschmacksverirrung gewagt hat! Andernfalls wäre der gesamte Film womöglich in ein pseudo-avantgardistisches Machwerk abgeglitten. Gottseidank setzt Erice genügend Vertrauen in seinen Schöpfergeist, um mit dem schlechten Geschmack ebenso gut umgehen zu können wie mit dem guten. Er nennt das Monster bei seinem wirklichen Namen und steht dazu.“

Die Nahaufnahmen von Ana Torrent und Isabel Tellería bei der Vorführung des Schwarzweißklassikers Frankenstein (James Whale, 1931) verdanken ihre Entstehung Erice zufolge einer spontanen Initiative des Kameramanns:

«El operador de la película era Teo Escamilla, y se encargó de la primera cámara, la única insonorizada con un blimp, con la cual se hicieron los planos generales. [….] La víspera Luis [Cuadrado] me anunció que [….] iba a traer una Arriflex suya, no insonorizada. La utilizó siempre a mano, mientras yo le iba guiando de un lado al otro del set, situándole frente al personaje que tenía que encuadrar, a la manera de un rodaje documental. Fue así como Luis captó ese plano extraordinario de Ana Torrent en el momento, crucial, en que descubre al monstruo por vez primera.»

„Der Kameraoperateur des Films war Teo Escamilla, und er übernahm die Erste Kamera, die als einzige mit einem Blimp schallgedämpft war, und mit der die Totalen aufgenommen wurden. [….] Am Vortag kündigte mir Luis [Cuadrado] an, dass er [….] eine eigene, nicht schallgedämpfte Arriflex mitbringen würde. Er setzte sie immer per Hand ein, während ich ihn auf dem Set hin- und herdirigierte, um ihn so der jeweils zu fokussierenden Person gegenüber zu situieren, wie beim Dreh eines Dokumentarfilms. So kam jene phänomenale Aufnahme von Ana Torrent zustande, in dem entscheidenden Moment, als sie zum ersten Mal das Monster zu Gesicht bekommt.“

Die gefühlte Präsenz des Monsters ist von da an eine Konstante in Der Geist des Bienenstocks und steht insofern in einem direkten Bezug zum Filmtitel, als dass Isabel ihrer Schwester gegenüber Monster zu Geist umdeutet. In einem Film sei nichts echt, erklärt sie Ana auf deren Frage hin, warum Frankensteins Monster das Mädchen ermordet habe und dann selbst getötet worden sei:

„‚Es un truco. Además, yo le he visto a él vivo… [….] La gente no puede verle. Él sólo sale de noche.‘ – ‚¿Es un fantasma?‘ – ‚No. Es un espíritu. [….] Si eres su amiga, puedes hablar con él cuando quieras.‘“

„ISABEL: ‚Das ist nur ein Trick. Außerdem habe ich es lebend gesehen... [….] Die Leute können es nicht sehen. Es kommt nur nachts hervor.‘

ANA:    ‚Ist es ein Gespenst?‘

ISABEL: ‚Nein. Sondern ein Geist. [….] Wenn du seine Freundin bist, kannst du mit ihm sprechen, wann du willst.‘“

Die Anregung für seinen Film bezog Erice aus James Whales Frankenstein-Verfilmung, die Anfang der siebziger Jahre innerhalb eines thematischen Zyklus im spanischen Fernsehen gezeigt wurde. Dass sein eigener Film dann vielmehr zu einer in der Frühzeit des Francoregimes – und somit in seiner eigenen Kindheit – angesiedelten Charakterstudie geriet, schreibt er teils den fehlenden finanziellen Mitteln und mehr noch einer Verlagerung des thematischen Schwerpunkts zu:

«Desde que elegí el tema, había recortado un fotograma de la película de James Whale ‘El doctor Frankenstein’, y lo tenía encima de mi mesa de trabajo. La imagen, una de las más conocidas, reproducía el encuentro, a orillas de un río, del monstruo con una niña. Una mañana, al contemplar una vez más ese fotograma, sentí que allí estaba contenido todo. Aquella imagen podía resumir, en el fondo, mi relación original con el mito.»

„Nachdem meine Entscheidung für das Thema gefallen war, schnitt ich ein Standbild von James Whales Film ‚Frankenstein‘ aus und stellte es auf meinen Arbeitstisch. Das Bild, eines der bekanntesten, zeigte das Zusammentreffen des Monsters mit einem Mädchen am Ufer eines Flusses. Als ich eines Morgens wieder einmal das Standbild betrachtete, fühlte ich dass alles darin enthalten war. Im Grunde konnte jenes Bild mein ursprüngliches Verhältnis zu dem Mythos wiedergeben.“

### Politisch-historischer Kontext: die Diktatur
Virginia Higginbotham schreibt in ihrer Kurzmonographie: „Mit seinen kriminellen, gewaltbereiten Absichten und einem ähnlichen Namen wie Franco kann das Monster als Metapher für den spanischen Diktator verstanden werden.“ Im folgenden Absatz hebt sie hervor: „Sichtbare Bezüge auf die politischen und wirtschaftlichen Bedingungen der Nachkriegszeit sind reichlich vorhanden, werden aber in subtiler, unauffälliger Weise präsentiert.“ Beispielhaft verdeutlicht die Autorin dies unter anderem anhand der kargen Landschaft und der „Anzeichen wirtschaftlichen Mangels, die nahelegen, dass das ländliche Spanien immer noch weitgehend eine vorindustrielle Gesellschaft ist“: motorisierte Fahrzeuge wie der Lastwagen des Filmvorführers sind die Ausnahme, Neuigkeiten werden in Hoyuelos von einer allein auf die Kraft ihrer Stimme angewiesenen öffentlichen Ausruferin verkündet, und Fernando begibt sich wie im 19. Jahrhundert mit einer Pferdekutsche auf die Reise. Hinzu kommen während des Krieges beschädigte Gebäude sowie offensichtliche Engpässe in der Treibstoffversorgung, was zumindest teilweise den kaum stattfindenden Gebrauch motorisierter Fahrzeuge erklären würde. In diesem Sinne könnte das Nichtvorhandensein elektrischen Lichts auf eine unterbrochene oder eingeschränkte Energieversorgung allgemein hindeuten, sei es als Kriegsfolge oder als weiteres Symptom ländlicher Unterentwicklung, wozu auch der von Fernando zum Radiohören verwendete – ohne externe Stromzufuhr betriebsfähige und im Drehbuch ausdrücklich als solcher bezeichnete – „Detektorempfänger“ passen würde.
Chronologisch ist die Handlung des Films nicht präzise bestimmbar. „Hacia 1940“ heißt es in der Eingangssequenz, also „um 1940“. Der Auszug aus Teresas Brief, den wir gleich darauf in ihrer eigenen Stimme aus dem Off zu hören bekommen, enthält den Satz: „Die Nachrichten, die uns von außerhalb erreichen, sind so spärlich und verworren....“ Gleich darauf folgt eine Erwähnung des (Bürger-)Krieges, woraus jedoch nicht mit Sicherheit zu entnehmen ist, ob dieser zum gegebenen Zeitpunkt bereits beendet ist oder ob noch Kampfhandlungen im Gange sind. In jedem Fall verweist das Falangisten-Symbol (ein von fünf Pfeilen gekreuztes Joch) auf einer Hausfassade am Ortseingang von Hoyuelos, gleich zu Beginn, mehr oder weniger indirekt auf die Tatsache, dass der Ort im bereits seit 1937 von den Faschisten beherrschten Teil Spaniens liegt, und der Soldat in nationalistischer Uniform, den Teresa im Zug sitzen sieht, darf wohl als Bestätigung für die bereits stattgefundene Etablierung des Franco-Regimes gelten.
Da der Film gut zweieinhalb Jahre vor Francos Tod entstand, musste er vor seiner Freigabe der Zensurbehörde vorgelegt werden, eine zur damaligen Zeit in Spanien von allen kritischen Kunstschaffenden zu nehmende Hürde. Hierzu Higginbotham:

“Particularly troubling for directors was the lack, for almost three decades, of any stated criteria for censorship, so that acceptance or rejection often functioned in an entirely arbitrary way. [….] Spanish film directors developed strategies to avoid detection by the censor of material that might be perceived as objectionable or subversive. Among these strategies was the use of a highly episodic or elliptical narrative, which proceeded indirectly, by inference, allusion and association.”

„Besonders problematisch war für die Regisseure das Fehlen, über fast drei Jahrzehnte hinweg, festgelegter Zensurkriterien, weswegen Billigung oder Zurückweisung oft völlig willkürlich ausfielen. [….] Spanische Filmregisseure entwickelten Strategien, um die Entdeckung möglicherweise als anstößig oder subversiv geltenden Materials zu vermeiden. Zu diesen Strategien gehörte die Verwendung einer hochgradig episodischen oder elliptischen Erzählweise, deren Verlauf indirekt, also mittels Rückschluss, Anspielung und Assoziation geschah.“

Der Stil des Films lässt sich jedoch Erice zufolge nicht, oder allenfalls bedingt, durch die zu umgehende Zensur begründen:

«Su estilo carece de premeditación, al menos en el sentido de que no es consecuencia de una estrategia adoptada para [….] burlar la censura de la época. Es más, creo que hubiera rodado esta película del mismo modo en cualquier circunstancia, al margen de la existencia o no de una Junta de Censura.»

„[Der Stil des Films] folgt keiner im Voraus gefassten Absicht, zumindest nicht in dem Sinne, als dass er auf eine zur [….] Überlistung der damaligen Zensur verfolgte Strategie zurückzuführen wäre. Ich glaube vielmehr, dass ich diesen Film unter jedweder Bedingung auf die gleiche Weise gedreht hätte, unabhängig davon ob es eine Zensurbehörde gäbe oder nicht.“

Anzumerken bleibt in jedem Fall, dass es die Zensoren letztendlich nicht für notwendig erachteten, auch nur „einen einzigen Meter des Films“ herauszuschneiden.

### Der Bezug auf Maeterlinck
“Many of the father’s poems involve the mindless churning activity of his beehives, and the house’s yellow-tinted honeycomb windows make an unmistakable reference to beehives. Presumably this reflects on the Franco regime, but when critics grow specific in spelling out the parallels they see, I feel like I’m reading term papers.”

„Viele der Gedichte des Vaters beschäftigen sich mit der stumpfsinnig brodelnden Aktivität seiner Bienenstöcke, und die gelbgefärbten, wabenförmigen Fenster des Hauses spielen in unmissverständlicher Weise auf Bienenstöcke an. Mutmaßlich ist dies eine Reflexion über das Franco-Regime; aber wenn Kritiker im Einzelnen auf die von ihnen gesehenen Parallelen eingehen, meine ich Klausurarbeiten zu lesen.“

Was Roger Ebert in seiner Great-Movie-Rezension irrtümlicherweise als „Gedicht“ wahrnimmt, ist in Wahrheit ein Auszug aus dem dritten Kapitel des Essays Das Leben der Bienen (1901) des belgischen Schriftstellers Maurice Maeterlinck:

« Quelqu’un à qui je montrais dernièrement, dans une de mes ruches de verre, le mouvement de cette roue aussi visible que la grande roue d’une horloge, quelqu’un qui voyait à nu l’agitation innombrable des rayons, le trémoussement perpétuel, énigmatique et fou des nourrices sur la chambre à couvain, les passerelles et les échelles animées que forment les cirières, les spirales envahissantes de la reine, l’activité diverse et incessante de la foule, l’effort impitoyable et inutile, les allées et venues accablées d’ardeur, le sommeil ignoré hormis dans des berceaux que déjà guette le travail de demain, le repos même de la morte éloigné d’un séjour qui n’admet ni malades ni tombeaux, quelqu'un qui regardait ces choses, l’étonnement passé, ne tardait pas à détourner ses yeux où se lisait je ne sais quel effroi attristé. »

„Jemand dem ich kürzlich in einem meiner Glasbienenstöcke die Bewegung dieses Rads gezeigt habe, das so offen lag wie das Gangrad einer Pendeluhr; jemand, vor dessen Blick sich das unüberschaubare Treiben der Waben entblößte, das unaufhörliche, rätselhafte und tolle Wogen der Ammen über dem Brutraum, die von den Wachsbienen gebildeten lebendigen Stege und Leitern, die übergreifenden Spiralen der Königin, die mannigfaltige und unaufhörliche Betriebsamkeit der Menge, die schonungslose und nutzlose Anstrengung, das fieberhafte Kommen und Gehen, die Schlaflosigkeit außerhalb der bereits von künftiger Arbeit bedrängten Brutzellen, die Ruhe des Todes selbst, ausgeschlossen aus einer Wohnstätte die weder Kranke noch Grabmäler duldet; jemand also, der all dies zu sehen bekam, wandte nach dem ersten Staunen alsbald den Blick ab, aus dem ich weiß nicht was für ein betrübtes Entsetzen sprach.“

Dieser Absatz (auf Spanisch, bzw. in der Landessprache der jeweiligen Synchronfassung) wird im Film in der Stimme Fernandos aus dem Off rezitiert, während der Sprecher ihn handschriftlich kopiert, wie es den Anschein hat. Die Formulierung „Geist des Bienenstocks“ (esprit de la ruche) findet in Maeterlincks Essay mehrmals im Laufe des zweiten Kapitels Der Schwarm (L'essaim) Verwendung, wo vor allem dem kollektiven Verhalten des Bienenvolks nachgespürt wird.
Ebert ist nicht der einzige, der dem Bienenstock als angeblich politisch-sozialer Allegorie skeptisch gegenübersteht. Jaime Pena weist ausdrücklich auf Maeterlincks Warnung hin, aus den gewonnenen Beobachtungen Rückschlüsse auf die Natur des Menschen ziehen zu wollen. In einem Standardwerk der spanischen Nachkriegsliteratur wird die besagte Allegorie allerdings sehr wohl ausgebreitet, nämlich in Der Bienenkorb (1951) von Camilo José Cela (wie schon Maeterlinck Träger des Nobelpreises für Literatur). Der Roman ist im Madrid der 1940er Jahre angesiedelt, fällt zeitlich also annähernd mit den in Erices Film dargestellten Ereignissen zusammen, und präsentiert ein labyrinthisch angelegtes Bild einer alle Individualität zunichte machenden urbanen Gesellschaft: "Der Bienenkorb ist ein Roman ohne Held, dessen Charaktere wie eine Schnecke in ihre eigene Bedeutungslosigkeit zurückgezogen leben", zitiert Jorge Urrutia, Herausgeber des Romans, eine weitere Kommentatorin. Er selbst resümiert: „[Die mehr als zweihundert Charaktere des Romans] schließen sich zu einem menschlichen Magma zusammen, das seinerseits an Persönlichkeit gewinnt und die Gesellschaft insgesamt, die städtische Bevölkerung repräsentiert.“

### Der Soundtrack
«En el cine, es normal, manda el director de la película. El compositor hace lo que se le pide. Desde el punto de vista estrictamente musical el cine también me ha enseñado [….] a componer de prisa y eficazmente, a servir a la historia y a la imagen de la mejor manera posible. [….] Una película tiene sus exigencias, las que vienen del guión y las que vienen del director. El compositor es un subordinado en el cine. [….] Si la música llama demasiado la atención en una película, salvo que el director lo provoque, es mala música, distrae la atención del espectador. [….] Me he encontrado con música eficaz en algunas películas, es buena música porque cumple su papel. Gran música es otra cosa, no sirve para el cine, destruye la película. Puede suceder que la película esté hecha para la música, pero no es frecuente.»

„Bei einem Film befiehlt der Regisseur, wie nicht anders zu erwarten. Der Komponist liefert, was bei ihm bestellt wird. Von einem strikt musikalischen Gesichtspunkt her gesehen, habe ich im Filmgeschäft gelernt [….] schnell und zweckmäßig zu komponieren, also in bestmöglicher Weise der Geschichte und dem Bild dienlich zu sein. [….] Ein Film erhebt gewisse Ansprüche, die sich aus dem Drehbuch ergeben und die vom Regisseur eingefordert werden. Der Komponist ist beim Film ein Untergebener. [….] Wenn die Musik eines Films zu viel Aufmerksamkeit in Anspruch nimmt – es sei denn der Regisseur will es so – ist sie schlechte Musik, weil sie den Zuschauer ablenkt. [….] In einigen Filmen bin ich auf wirkungsvolle Musik gestoßen, also gute Musik, weil sie ihre Aufgabe erfüllt. Große Musik ist etwas anderes, für das Kino taugt sie nicht, weil sie den Film zugrunde richten würde. Es kann durchaus vorkommen, dass ein Film für die Musik geschaffen ist, aber das ist nicht oft der Fall.“

Bereits 1998 wunderte sich Virginia Higginbotham darüber, dass der Musik in Der Geist des Bienenstocks allgemein so wenig Beachtung geschenkt werde; einzig die eher abfällige Bemerkung eines „missgestimmten“ Julio Pérez Perucha, der zufolge „die Musik den inneren Rhythmus zerstört“ kann die Autorin nachvollziehen.

## Rezeption und Nachwirkung
“It’s to me one of the most beautiful films ever made. It combines two of my all-time favourite things: five-year-old childhood and Frankenstein. What I think is admirable about the film – but it’s something I'm incapable of and am absolutely not attracted to – is its ability to be vague and sort of ethereal. What is beautiful about it is that Erice is a true poet who not only implies and suggests but basically leaves everything floating. He has four balls in the air and he's not touching any of them; they're all circling magically.”

„Für mich ist es einer der schönsten Filme, die je gedreht wurden. Er kombiniert zwei Dinge, die seit jeher zu meinen Lieblingsthemen gehören: fünfjährige Kindheit und Frankenstein. Was ich an dem Film so bewundernswert finde – obwohl ich dazu nicht imstande wäre und es mich auch gar nicht anzieht – ist dieses Unbestimmte und irgendwie Ätherische, das ihm eigen ist. Schön, dass Erice ein echter Poet ist, der nicht nur andeutet und suggeriert, sondern vor allem alles in der Schwebe hält. Er lässt vier Bälle fliegen und berührt keinen einzigen; sie werden alle von Zauberhand bewegt.“

Der Geist des Bienenstocks gilt als einer der rentabelsten Filme des Produzenten Elías Querejeta. Bei einem offiziellen Budget von 9.712.000 Peseten wurden die Einspielergebnisse bereits zwei Jahre nach der Uraufführung in ca. 23,5 Millionen Peseten beziffert (730.000 Euro bzw. 1,77 Millionen Euro nach Stand 2004). Dabei fand er zunächst, d. h. während seiner Projektion im Rahmen des Internationalen Filmfestivals von San Sebastián ab dem 18. September 1973, wenig Anklang beim Publikum und polarisierte die Presse. Als die Jury am 25. September ihre Entscheidung bekanntgab, den Film (und damit die erste spanische Produktion in der Geschichte des Festivals) mit dem höchstdotierten Preis auszuzeichnen, nämlich der Goldenen Muschel (Concha de Oro), wurden Buhrufe laut.
Das Blatt begann sich jedoch zu wenden, nachdem am 8. Oktober die öffentliche Aufführung im Kino Conde Duque in Madrid ihren Anfang genommen hatte. Die fast einhellig positive Aufnahme des Films, insbesondere durch die Fachpresse, machte ihn wochenlang zu einem Hauptthema der Feuilletons. Über die Jahre hinweg wuchs die Wertschätzung eher noch und etablierte Erices Spielfilmdebüt auch über die Grenzen Spaniens hinaus als Referenzwerk. Wenige Monate vor seinem Tod, im November 2012, nahm ihn Roger Ebert von der Chicago Sun-Times als viertletzten Titel – nach Mulholland Drive, und gefolgt von Die Sehnsucht der Veronika Voss, Die Verlobung des Monsieur Hire und Die Ballade von Narayama – in seine Sektion „Great Movies“ auf. Er bezeichnete ihn als einen der schönsten Filme, die er gesehen habe.
Am 6. und 7. Mai 2004 fand auf Anregung des Valencianischen Filminstituts (Instituto Valenciano de Cinematografía), und unter der Leitung des Filmhistorikers Julio Pérez Perucha, ein Seminar unter dem Titel Der Geist des Bienenstocks... 31 Jahre danach (El espíritu de la colmena... 31 años después) statt, zu dessen Teilnehmern auch der Regisseur selbst gehörte. (Siehe hierzu den bibliographischen Anhang.) Im gleichen Jahr kam der Film erneut in die spanischen Kinos.
Einen früheren Beitrag zur Retrospektive leistete der 1998 im Auftrag von Canal+ gedrehte Dokumentarfilm Spuren eines Geistes (Huellas de un espíritu). Interviewt werden unter anderem der Regisseur Víctor Erice sowie der Koautor des Drehbuchs Ángel Fernández-Santos, der Produzent Elías Querejeta und die Hauptdarstellerin Ana Torrent. Als Kulisse dient der Originalschauplatz, zugleich Produktionsort des Films von 1973, also die Gemeinde Hoyuelos in der Provinz Segovia. Eine Besonderheit sind die in Form von Nachstellungen eingestreuten filmischen Reflexionen: so wird für die Einwohner von Hoyuelos Der Geist des Bienenkorbs im gleichen Gebäude projiziert, in dem fünfundzwanzig Jahre zuvor für den Film selbst, ebenfalls mit den Dorfbewohnern als Statisten, die Aufführung von Frankenstein inszeniert wurde. Auch die (sichtlich gealterte) öffentliche Ausruferin wiederholt ihren Auftritt, diesmal zur Ankündigung des vor Ort gedrehten Films. Mit einzelnen Szenen des Originalfilms zusammengeschnitten, entfalten diese Aufnahmen ein für Dokumentarfilme sonst ungewöhnliches metapoetisches Potential. In gewisser Weise wird sogar die in der endgültigen Drehbuchfassung verworfene Idee neu aufgegriffen, Anas Geschichte als Rückblende zu erzählen, das heißt aus Sicht einer dreißigjährigen Frau beim Versuch, Erinnerungen aus ihrer Kindheit zu rekonstruieren: die Aufnahmen der mittlerweile zweiunddreißig Jahre alten Ana Torrent bei der Ankunft in Hoyuelos und bei der Besichtigung der Drehorte wirken in diesem Sinne wie direkt von Erice oder Fernández-Santos angeregt.

### Kritiken
«La música, evocadora de melodías populares que oscuramente nos hablan, es límpida, voluntariamente desnuda y penetrante. El diálogo, escaso, cotidiano, con enormes pausas que intensifican la capacidad significativa de las imágenes – y esto sí que es verdadero cine – elaboran ese universo hosco, secretísimo, lleno de pesadumbre y de sueños que comportan angustia.»

„Die Musik, aus der uns heraufbeschwörte Volkslieder zuraunen, ist transparent, eindringlich und von beabsichtigter Schlichtheit. Zwischen den spärlichen Alltagsdialogen liegen enorme Pausen, welche die Bedeutungskraft der Bilder noch verstärken und woraus – Kino in seiner reinsten Form – dieses abweisende, verschwiegene, schwermütige und traumhaft-beengende Universum entsteht.“

«Apartándose de los esquemas narrativos más o menos standard, Erice nos presenta una serie de imágenes cuyo ritmo interno no está en función de la explicación de una historia en el sentido clásico. En efecto, cada imagen funciona como una sugerencia. [….] Toda la agilidad que podría haberse conseguido a través del montaje queda compensada por el papel que adquiere la música. La estructura de la película, en definitiva, es totalmente musical [….], pues el contrapunto de las imágenes lo constituye la admirable música que ha compuesto Luis de Pablo, música que queda totalmente integrada en el contexto del film y sin la cual el resultado hubiera sido muy diferente.»

„In Abweichung von mehr oder minder standardmäßigen Erzählschemata präsentiert uns Erice eine Reihe von Bildern, deren innerer Rhythmus nicht von der erzählerischen Darstellung im klassischen Sinne abhängig ist. Tatsächlich spricht aus jedem Bild eine Suggestion. [….] Alle Dynamik, die durch den Schnitt hätte erreicht werden können, wird durch die Rolle der Musik kompensiert. Die Struktur des Films ist letztendlich durch und durch musikalisch [….], da der Kontrapunkt der Bilder durch die bewundernswerte, von Luis de Pablo komponierte Musik gesetzt wird, eine vollständig in den filmischen Kontext eingebundene Musik, ohne die das Ergebnis ein ganz anderes gewesen wäre.“

“Erice’s triumph here is not only to make the children’s fantasies tangible enough for us to feel them as well, but to bend the present obsession of the Spanish cinema with macabre subjects to his own purpose; rejecting the Hammer-like horrors and Hitchcock borrowings of his fellow directors, he has created a dreamworld where, even in the darkness outside, strangers and monsters can take on a benevolent aspect and respond with love. Using imagery full of burnished yellows and browns reflecting the dry, country exteriors (finely shot by Luis Cuadrado), Erice turns even an over-familiar idea – the children listening for an approaching train on a deserted track – into a poetic event climaxed by a ravishing shot of the two tiny figures dwarfed by the flashing mechanical monster.”

„Erice schafft es hier nicht allein, die kindlichen Fantasien so greifbar für uns zu machen, dass wir sie nachfühlen können, sondern sich zudem die gegenwärtige Obsession des spanischen Films mit makabren Inhalten dienstbar zu machen; indem er sich nämlich dem Horror nach Hammer-Manier wie auch den Anleihen seiner Regiekollegen bei Hitchcock verweigert, hat er eine Traumwelt geschaffen in der, selbst draußen in der Dunkelheit, Fremde und Ungeheuer gütig erscheinen und mit Liebe antworten können. Unter Verwendung von Bildmaterial in leuchtendem Gelb, sowie Brauntönen zur Wiedergabe der dürren Landschaften (hervorragend eingefangen von Luis Cuadrado), macht Erice sogar einen überstrapazierten Einfall – die das leere Bahngleis nach einem herannahenden Zug abhörenden Kinder – zu einem poetischen Ereignis, das in einer hinreißenden Aufnahme der zwei winzigen, von dem blitzenden, mechanischen Monster überschatteten Gestalten gipfelt.“

“The film can be construed in many ways but is, above all, an almost perfect summation of child hood imaginings. It is also about the pall Franco’s long shadow left over Spain. Ana’s father, played with understated power by Fernando Fernán Gómez, has evidently been traumatised by the civil war and is a shadowy figure [….]. The film is thus cloaked in quiet and sadness, through which its children move almost as if in a dreamworld of their own. It is brilliantly shot by the great Luis Cuadrado in atmospherically muted colours [….]. Few know that Cuadrado was going blind at the time, which makes his work all the more remarkable. There is also a memorable score from Luis de Pablo, which sums up everything while underlining nothing. It is virtually impossible to get the sight and sound of the film out of one’s mind after watching it.”

„Der Film lässt viele Auslegungen zu, ist aber unter dem Strich vor allem eine nahezu perfekte Aneinanderreihung kindlicher Vorstellungen. Auch handelt er von der tödlichen Starre, die sich mit Francos langem Schatten über Spanien gelegt hat. Anas Vater, zurückhaltend-eindringlich dargestellt von Fernando Fernán Gómez, ist offensichtlich durch den Bürgerkrieg traumatisiert und führt ein Schattendasein [….]. Daher ist der Film von Stille und Trauer überhangen, durch die sich die Kinder beinahe wie in einer eigenen Traumwelt bewegen. Der große Luis Cuadrado hat all dies brillant in atmosphärisch gedämpften Farben eingefangen [….]. Nur wenige wissen, dass Cuadrado zur fraglichen Zeit zu erblinden begann, was seine Arbeit nur noch beachtlicher erscheinen lässt. Und dann die unvergessliche Partitur von Luis de Pablo, in der alles enthalten ist, ohne dass es dabei zu Überzeichnungen käme. Nachdem man den Film gesehen hat, ist es praktisch unmöglich seine Bilder und Klänge aus dem Bewusstsein zu verbannen.“

„Der Regisseur versteht es in seinem Erstling ausgezeichnet, die wenigen Charaktere (und ihre Welten) zu zeichnen. Er inszeniert nicht formalistisch, vielmehr läßt er dem Geschehen in starren Einstellungen viel Freiheit und erreicht damit eine Eindrücklichkeit, die vor allem aus dem unbewußten Spiel der Kinder hervorgeht.“

„Die politische Aussage des von der Hauptdarstellerin hervorragend interpretierten Films ist durch die zwar subtile und differenzierte, aber sehr intellektuelle Inszenierung nur schwer zu entschlüsseln.“

### Auszeichnungen
Círculo de Escritores Cinematográficos, 1973:
- Bester Film
- Bester Regisseur
- Bester Darsteller: Fernando Fernán Gómez

Internationales Filmfestival von San Sebastián, 1973:
- Goldene Muschel

Internationales Filmfestival von Chicago, 1973:
- Silver Hugo

Fotogramas de Plata, 1974:
- Bester spanischer Darsteller: Ana Torrent

Association of Latin Entertainment Critics (New York), 1977:
- Bester Filmregisseur
- Beste Filmdarstellerin: Ana Torrent

## DVD-Veröffentlichung
Auf DVD ist der Film mit deutschen Untertiteln bei trigon-film erhältlich.

## Übersetzungsreferenzen
1. ↑  More puzzling than Ana's disappearing is the shot of a bonfire, which becomes the fireplace fire in Teresa's room. Does this scene suggest that the wounded soldier is the one to whom Teresa has been writing, and that she destroys her letter for fear that it may be discovered?
2. ↑  Un hombre de espaldas en un balcón contemplando el crepúsculo, [….] una mujer que escribe una carta.
3. ↑  ¿No ha sido él también triturado en parte como una seta ponzoñosa? ¿Cómo no guarda mayor solidaridad con su hermana réproba del reino vegetal?
4. ↑  Su identificación fue tal que no paró hasta que cambié el nombre de su personaje, ya que no estaba previsto que se llamara como ella, Ana. Así que, a raíz de su exigencia, decidí que todos los demás personajes de la historia llevaran el nombre propio, real, del actor o de la actriz que los interpretaban.
5. ↑  Isabel Telleria and Teresa Gimpera give such power to secondary roles that they no longer seem secondary. Another non-professional, Isabel enacts the role of the older sister and diabolic pre-adolescent with humour and lovable deviousness.
6. ↑  They form that important divide where Ana depends on her big sister to explain mysteries.
7. ↑  La pregunta respecto a por qué muere la niña fue la primera que se le ocurrió a Ana sobre la historia del monstruo-espíritu. No se le da otra respuesta sino la representación misma de la muerte, que su hermana interpreta para ella. Así debe pasar por la angustia de lo inexplicable, de lo injustificable.
8. ↑  Tenía Cuadrado, además, una idea muy concreta sobre la ambientación lumínica y los matices cromáticos. Lo que le había llamado la atención en Vermeer, por ejemplo, no había sido sólo el tipo de iluminación interior procedente de las ventanas, sino también esa tonalidad verdosa amarillenta, que el deseaba trasladar al film.
9. ↑  La luz eléctrica no aparece. Durante el día, la luz entra por los ventanales; por la noche, procede de velas y quinqués. Para recrear este ambiente, para hacerlo creíble y verista, Cuadrado utiliza una luz difusa, parca, reglada y zonal.
10. ↑  Su emotiva capacidad para trabajar con luz natural exigua le permitía, más que iluminar, controlar la luz ambiental. En El espíritu de la colmena, lo hizo básicamente mediante cuatro sistemas: rodar con cielo nublado, rodar en horas crepusculares, utilizar palios y aplicar reflectores suaves.
11. ↑  As a criminal mind capable of violence, and with a name similar to Franco, the monster may be seen as a metaphor of the Spanish dictator.
12. ↑  Visual references to the political and economic conditions of the postwar era abound, but are presented in a subtle, understated manner.
13. ↑  [….] signs of economic scarcity, suggesting that rural Spain is still largely a preindustrial society.
14. ↑  Aparato en galena
15. ↑  “Las noticias que recibimos de fuera son tan pocas y tan confusas....”
16. ↑  "La colmena es una novela sin héroe, en la que todos sus personajes, como el caracol, viven inmersos en su propia insignificancia."
17. ↑  [Los más de dos centenares de personajes de la novela] quedan agrupados en un magma humano que adquiere personalidad propia y representa la sociedad total, la población de la ciudad.

## Bibliographie
In spanischer Sprache
- Erice, Víctor / Fernández Santos, Angel: El espíritu de la colmena. (Drehbuch mit einem Vorwort des Philosophen Fernando Savater, sowie Auszügen eines Interviews mit V. Erice.) Elías Querejeta Ediciones. Madrid, 1976.
- Erice, Víctor: Encarnaciones, Alumbramientos. Siehe: Pérez Perucha, 2005.
- García Santamaría, José Vicente: El espíritu de la colmena en el proyecto Querejeta. Siehe: Pérez Perucha, 2005.
- Pena, Jaime: Víctor Erice : El espíritu de la colmena. Paidós. Barcelona, 2004
- Palacio, Manuel: Lluvia fina : contingencias preliminares de la recepción. Siehe: Pérez Perucha, 2005.
- Parrondo, Eva: Madre, hijas y espíritu... Siehe: Pérez Perucha, 2005.
- Pérez Perucha, Julio (Hrsg.): El espíritu de la colmena ...31 años después. (Verschiedene Autoren, mit einer Einleitung des Herausgebers.) Ediciones de la Filmoteca. Valencia, 2005.
- Rubio Munt, José Luis: Iluminar y procesar: La miel en los ojos. Siehe: Pérez Perucha, 2005.
- Saborit, José: La pintura en la mirada. Notas sobre la presencia de la pintura en El espíritu de la colmena. Siehe: Pérez Perucha, 2005.
- Urrutia, Jorge (Hrsg.): La colmena (Roman von Camilo José Cela). Ediciones Cátedra, S.A. Madrid, 1994.

In englischer Sprache
- Higginbotham, Virginia: The Spirit of the Beehive - El espíritu de la colmena. Flicks Books. Trowbridge, 1998.

Presse
- Genover, Jaume: La película del mes : “El espíritu de la colmena” de Víctor Erice. Dirigido por..., Januar 1974.
- Gillett, John: The spirit of the beehive. Sight & Sound, Winter 1973/74.
- López Sancho, Lorenzo: Una gran película secreta y sugestiva: “El espíritu de la colmena”. ABC, 11. Oktober 1973 (Morgenausgabe).
- Zwischen Anspruch und Kompromiß : Das Filmfestival von San Sebastian. Neue Zürcher Zeitung, 6. Oktober 1973.

Online (englisch)
- del Toro, Guillermo: Interview mit der Tageszeitung The Guardian. theguardian.com (letzter Aufruf am 28. Juni 2014).
- Ebert, Roger: Great Movies : The spirit of the beehive. rogerebert.com (Letzter Aufruf am 22. Juni 2014).
- Malcolm, Derek: Víctor Erice: The Spirit of the Beehive : In the shadow of Franco. The Guardian, 16. September 1999. theguardian.com (letzter Aufruf am 28. Juni 2014).

Online (spanisch)
- de Pablo, Luis: Interview mit der Tageszeitung El País (baskische Regionalausgabe). elpais.com (letzter Aufruf am 22. Juni 2014).

Sekundärliteratur
- Dubroux, Danièle: La lumière et l'ombre (L'esprit de la ruche). Cahiers du Cinéma Nr. 274, März 1977.
- Gubern, Román: Historia del Cine. Ediciones Lumen, S.A. Barcelona, 2000.
- Guía para ver: El espíritu de la colmena (Autorenkollektiv). NAU llibres. Valencia, 1998.
- Latorre Izquierdo, Jorge: Tres décadas de El éspiritu de la colmena : Víctor Erice. Ediciones Internacionales Universitarios, S.A. Madrid, 2006.